# 坎皮諾斯國家公園

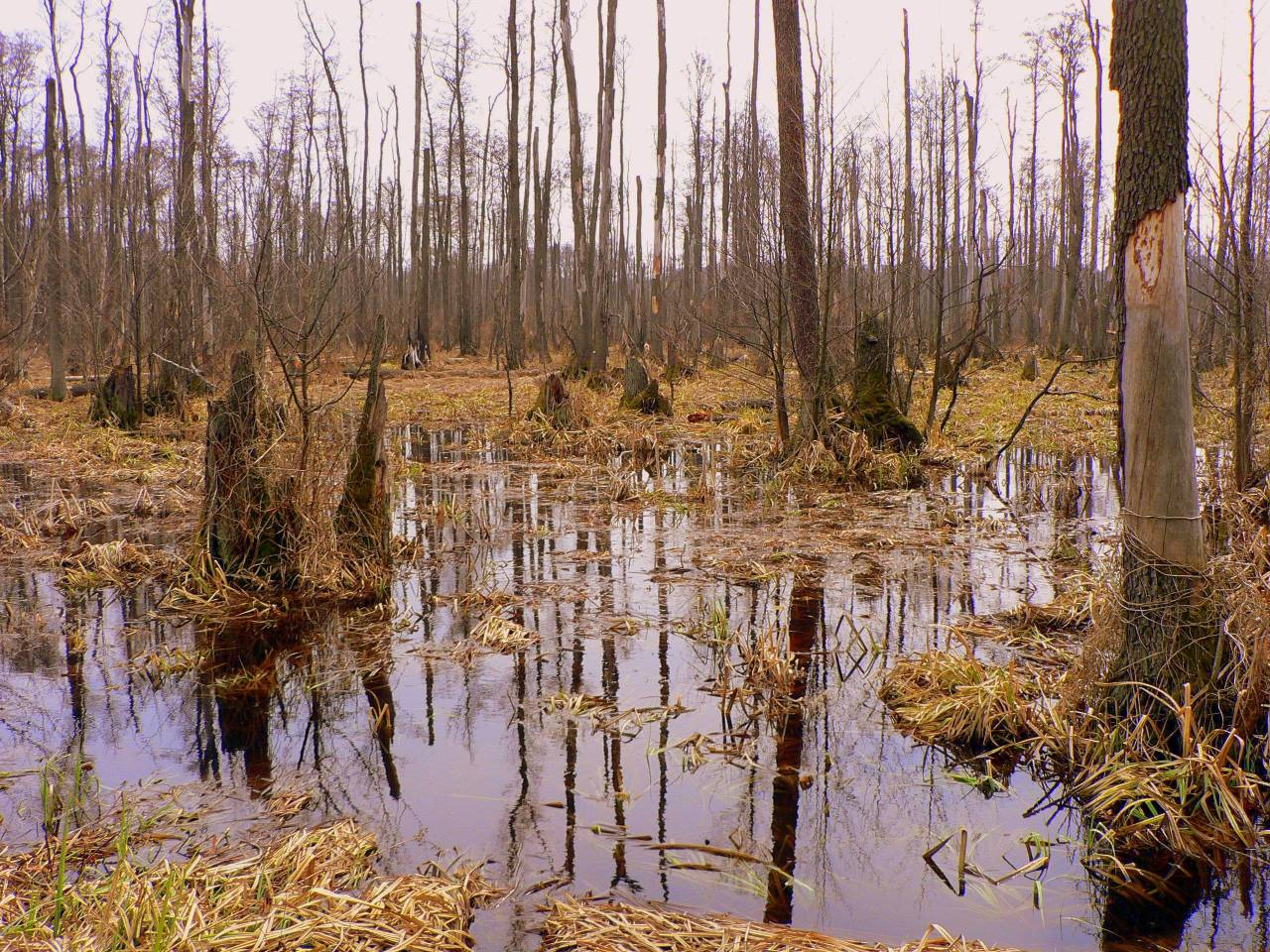

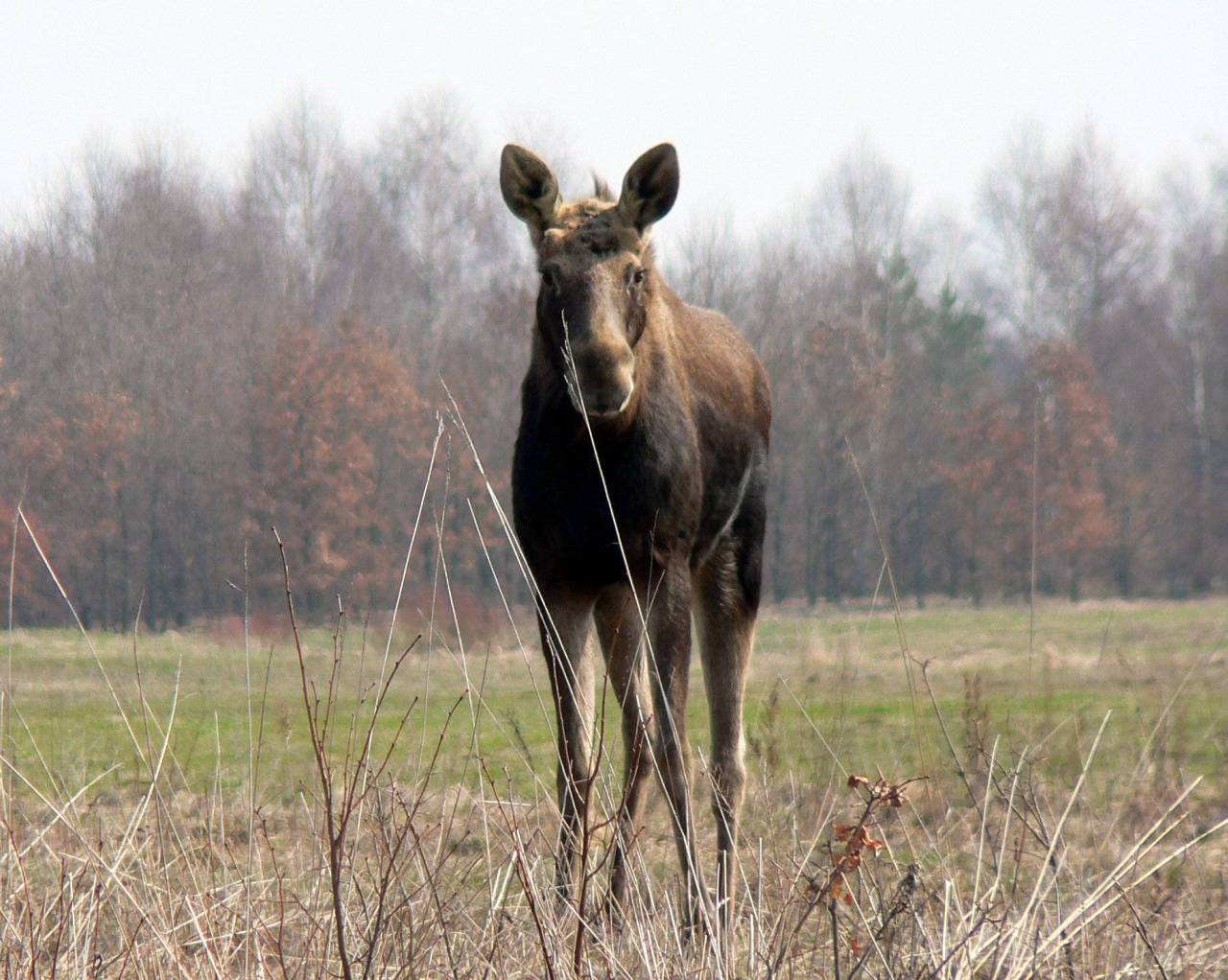

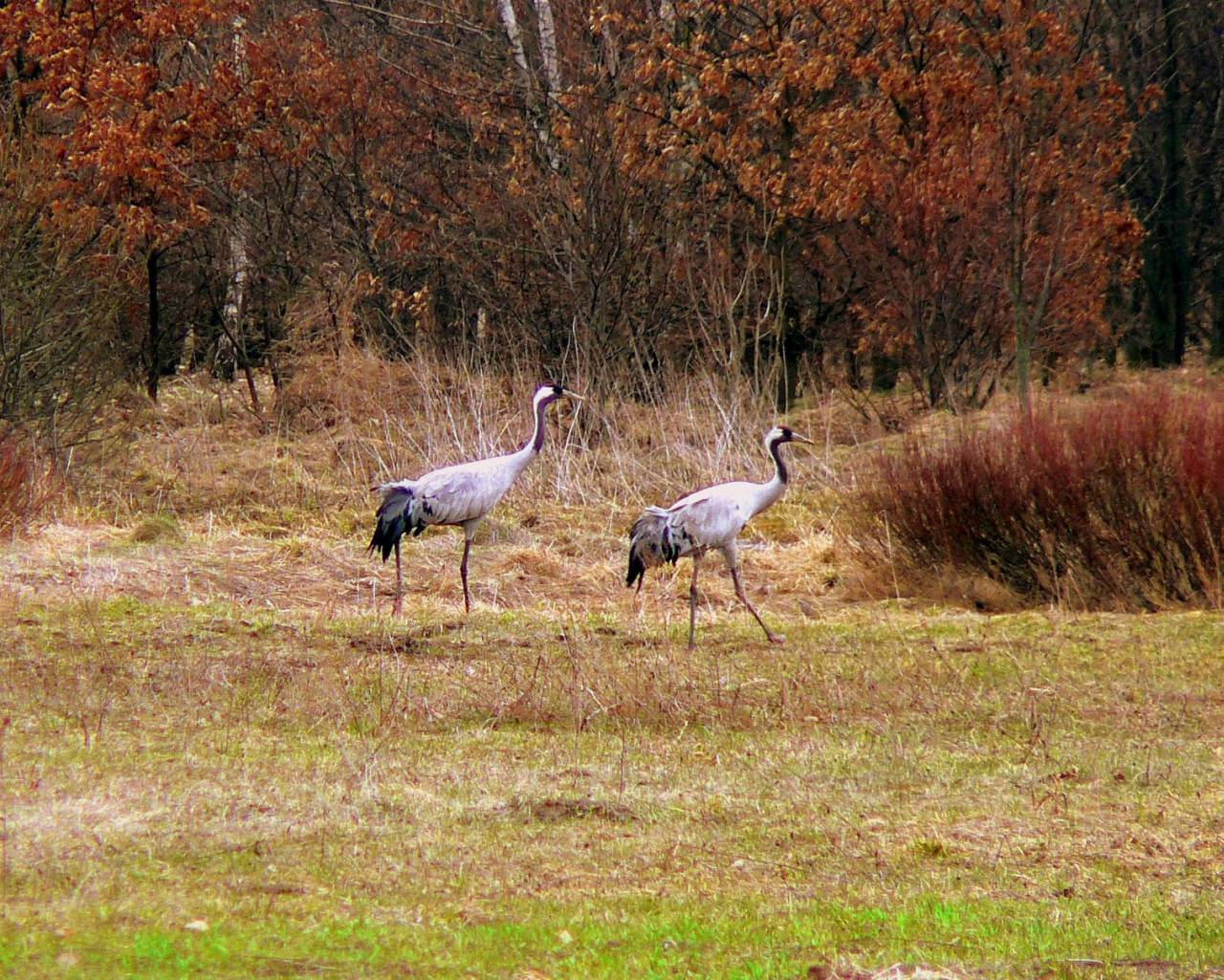

坎皮諾斯國家公園是波蘭的國家公園，位於該國中東部，由馬佐夫舍省負責管轄，距離首都華沙30公里，始建於1959年，面積385平方公里。

## 外部連結
- Official website（页面存档备份，存于）
- The Board of Polish National Parks
- Kampinos National Park photos

52°19′N 20°34′E / 52.317°N 20.567°E